# Ясениця
Я́сениця — село в Україні, у Турківській міській громаді Самбірського району Львівської області. Населення становить 867 осіб. Орган місцевого самоврядування — Турківська міська громада.

## Географія
Розташоване на правому березі річки Стрий за 19 км від колишнього районного центру Турка та 11 км від найближчої залізничної станції Явора.
Через село пролягає автошлях територіального значення Т 1402, починається невелика дорога до села Ясенка-Стецьова.

## Історія
Перша письмова згадка датована 1527 року. За легендою назва походить від першого поселенця Яся Масевича.
У 1692 році після повстань і татарських набігів у селі залишилося всього лиш 9 хатин, з них 3 — порожні.
У німецько-радянській  війні воювали 74 селян, з них загинули — 30. У 1967 році в селі встановлено обеліск у на честь жертв війни.
Після повернення радянської влади у село, тривалий час їй чинила спротив Українська повстанська армія. У 1946 році повстанці вбили голову сільської ради О. Струналя, а також двох його синів.
Під час примусової колективізації радянська влада зігнала селян у відділення яворського радгоспу «Комсомолець».

## Церкви
У частині села, що має назву Ясениця Масьова, на рівнині посеред цвинтаря розташована церква святої Параскеви, збудована 1810 року. Будівля є тризрубна, триверха, бойківського типу. Складається з восьмибічної (квадрат із зрізаними гранями) нави, гранчастого вівтаря та квадратового бабинця. Восьмерикові верхи (нава з трьома заломами, бабинець і вівтар — з двома) завершені восьмибічними стіжками з маківками та хрестами. Маківка нави на ліхтарі. Оперізує церкву широке піддашшя оперте на виступи вінців зрубів та вісім круглих мурованих колон на кам’яних базах. Стіни підопасання ошальовані вертикально дошками, надопасання і першого залому — кожуховані ґонтами. Зберігся первісний портал головного входу, у якого надпоріжжя вирізьблене у формі «ослячого хребта».
У 1875—1920 роках греко-католицьким парохом Ясениці був отець Володислав Ільницький, який доводився рідним племінником (сином сестри) перемиському греко-католицькому єпископу-просвітнику Івану Снігурському. Невеликий спогад отця Ільницького з біографії владики Снігурського опублікував львівський часопис «Зоря» у 1886 році.
У 1974—1989 роках, через атеїстичну позицію радянської влади, церква була закрита.
У іншій частині села — Ясіночці Стецьовій, знаходиться церква святого Димитрія, зведена у 1900 році майстром Лукою Снігурем з Погара. Під час другої світової війни німецькі загарбники використовували приміщення церкви як військовий шпиталь. У радянські часи через атеїстичну позицію влади церква була закрита з 1960 по 1989 роки. 
У плані храм є тризрубною, триверхою будівлею модернізованого бойківського типу. Орієнтована вівтарем на схід. Базована на трьох квадратних зрубах. Зруби надопасання, бабинця і вівтаря переходять у восьмерики, завершені восьмибічними стежками з ліхтарями і маківками з хрестами. Над навою такий самий верх здіймається на додатковому четверику. На чільному фасаді до бабинця прилягає триарковий ґанок. До вівтаря зі сходу прилягає невелика прямокутна ризниця, вкрита двосхилим дахом. Оперізує церкву широке піддашшя, оперте на мистецько-профільовані виступи вінців зрубів. Стіни підопасання ошальовані вертикально дошками. Надопасання — дошками і лиштвами, а четверика, нави і восьмериків зломів — кожуховані ґонтами.

## Господарство
Відділення колгоспу налічувало 288&га ріллі та 423 га лісу. У селі був сувенірний цех, а також лісництво, взуттєва та швейна майстерні.

## Соціальна сфера
- Школа
- Народний дім на 200 місць
- Бібліотека (налічує 9100 книг).

У селі працювала дільнична лікарня на 40 ліжок.